# Pădureni (Vaslui)
Pădureni es una comuna ubicada en el distrito de Vaslui, Rumania.

## Superficie
Posee una superficie de 88,72 kilómetros cuadrados.

## Demografía
Hasta 2021 la población era de 3436 habitantes, con una densidad de población de 38,73 habitantes por kilómetro cuadrado.